# La colpa è della vita/Mi fermo ogni sera
La colpa è della vita/Mi fermo ogni sera è l'ottantottesimo singolo 45 giri di Peppino di Capri, pubblicato nell'ottobre 1968.

## Il disco
È uno dei singoli meno conosciuti del cantautore caprese, che non riscosse praticamente nessuna vendita. Si tratta di uno degli ultimi 45 giri pubblicati per la Carisch prima della fondazione della casa discografica di proprietà dell'artista un paio di anni più tardi.
La colpa è della vita è una delle canzoni meno note tra quelle scritte dall'allora giovane Claudio Mattone. Anche il brano presente sul lato B è praticamente sconosciuta. Entrambe non saranno successivamente riproposte dal cantante.
La copertina raffigura Di Capri con i suoi musicisti.

## Tracce
Lato A
- La colpa è della vita (testo e musica di Claudio Mattone)

Lato B
- Mi fermo ogni sera (testo di Laura Zanin, musica di Sergio Censi)

## Formazione
- Peppino di Capri - voce, pianoforte
- Piero Braggi - chitarra, cori
- Ettore Falconieri - batteria, percussioni
- Pino Amenta - basso, cori
- Gianfranco Raffaldi - organo, cori

## Fonti
- Banca dati online opere musicali della SIAE.